# Szeles Mónika
Szeles Mónika vagy nemzetközileg ismert nevén Monica Seles (egykori jugoszláv útlevelében szerbül: Mоника Селеш / Monika Seleš) (Újvidék, 1973. december 2. –) korábbi világranglista-vezető, olimpiai bronzérmes, kilencszeres Grand Slam-tornagyőztes, háromszoros világbajnok, háromszoros Fed-kupa-győztes, Hopman-kupa-győztes, visszavonult magyar nemzetiségű jugoszláviai, majd amerikai teniszezőnő, aki 2007 tavaszán a magyar állampolgárságot is felvette.

## Életpályája
Vajdasági magyar családban született. A legsikeresebb magyar teniszező: kilenc Grand Slam-győzelmet aratott, 1990-ben a francia Roland Garros legfiatalabb győztese. Négyszer nyerte meg az Australian Opent (1991, 1992, 1993, 1996), háromszor a Roland Garrost (1990, 1991, 1992) és kétszer a US Opent (1991, 1992). 1992-ben döntőt játszott Wimbledonban is, de ott nem sikerült nyernie.
Háromszor nyerte meg az év végi világbajnokságnak is nevezett WTA Finals tornát (1990, 1991, 1992). A 2000. évi olimpián az elődöntőben a későbbi győztes Venus Williamstől szenvedett csak vereséget és bronzérmet szerzett.
1990–1992 között a világ egyik legjobb női játékosa volt, majd az ellene elkövetett merénylet után két évvel 1995–1996-ban újra visszaküzdötte magát az élre. Az 1991. március és 1996. november közötti időszakban öt alkalommal került a világranglista élére, amelyen összesen 178 héten keresztül állt. Leghosszabb ideig az 1991. szeptember 9–1993. június 6-ig terjedő 91 héten át. Pályafutása során 53 egyéni és 6 páros WTA-tornagyőzelmet szerzett.
1996–2002 között 19 mérkőzést játszott az Amerikai Egyesült Államok Fed-kupa-csapatának tagjaként 17–2-es eredménnyel.
2009-ben a teniszhírességek csarnokának (International Tennis Hall of Fame) tagjai közé választották.

## A merénylet
1993-ban abba kellett hagynia a sportot, miután április 30-án egy Steffi Graf-rajongó néző a teniszpályán hátba szúrta.
„Éppen leültem és előre dőltem, amikor hirtelen éles fájdalmat éreztem a hátamban. Hátranéztem és egy embert láttam, a kezét, meg egy kést. A következő pillanatban pedig arra gondoltam: »Úristen, ez a férfi kést szúrt a hátamba«” – vallotta később az ABC Newsnak adott interjújában.
Az eset kapcsán rögtön felmerült a politikai indíték esélye, Szelest ugyanis már korábban is megfenyegették a jugoszláviai háború alatt. Azonban hamarosan kiderült, a szurkáló az akkor 38 éves munkanélküli esztergályos, Günther Parche volt. A férfin első pillanatban látszott, hogy zavart, majd később kiderült, azért támadott, mert Szeles nagy riválisának, Steffi Grafnak volt rajongója. Parche azt mondta a támadás után, a vajdasági magyar lánynak nem volt joga elfoglalni a német helyét a világranglista élén.

## Felépülése után
1995 augusztusában visszatért, de karrierje már nem ugyanaz volt, mint előtte. „Miközben nem játszottam, felnőtt egy új generáció, amelynek tagjai sokkal magasabbak és erősebbek lettek, ráadásul jóval csinosabbak is” – emlékszik vissza az újrakezdésre, amit közel húsz kiló felesleggel vállalt be. Ezért folyamatosan kapta a bántó megjegyzéseket, ráadásul már korábban is sokan fanyalogtak az ütéseit állandóan kísérő hangos nyögéseiért, amit szintén rosszul viselt.
Néhány héttel visszatérése után döntőt játszott a US Openen, amit Steffi Graf ellen elveszített. 1996 elején azonban megnyerte az Australian Open döntőjét a német Anke Huber ellen. Ez volt az ekkor már amerikai állampolgár Szeles utolsó Grand Slam-győzelme. 1995 végén még vezette a világranglistát, egy évvel később második volt, utoljára pedig 1998-ban a Roland Garroson játszott GS-döntőt. 2003-ban szintén Párizsban összeszedett egy lábsérülést, ami végleg véget vetett pályafutásának. A befejezést sokáig nem jelentette be, sőt 2007 végén a visszatérés lehetőségét is sejttette, hogy 2008 februárjában egyértelművé tegye: vége.

## Grand Slam-sikerei

### Győzelmek (9)
| Év   | Bajnokság           | Ellenfél a döntőben     | Pontok a döntőben |
| 1990 | Roland Garros       | Steffi Graf             | 7-6(6), 6-4       |
| 1991 | Australian Open     | Jana Novotná            | 5-7, 6-3, 6-1     |
| 1991 | Roland Garros (2)   | Arantxa Sánchez Vicario | 6-3, 6-4          |
| 1991 | US Open             | Martina Navratilova     | 7-6(1), 6-1       |
| 1992 | Australian Open (2) | Mary Joe Fernández      | 6-2, 6-3          |
| 1992 | Roland Garros (3)   | Steffi Graf             | 6-2, 3-6, 10-8    |
| 1992 | US Open (2)         | Arantxa Sánchez Vicario | 6-3, 6-3          |
| 1993 | Australian Open (3) | Steffi Graf             | 4-6, 6-3, 6-2     |
| 1996 | Australian Open (4) | Anke Huber              | 6-4, 6-1          |

### Elvesztett döntők (4)
| Év   | Bajnokság     | Ellenfél a döntőben     | Pontok a döntőben |
| 1992 | Wimbledon     | Steffi Graf             | 6-2, 6-1          |
| 1995 | US Open       | Steffi Graf             | 7-6(6), 0-6, 6-3  |
| 1996 | US Open       | Steffi Graf             | 7-5, 6-4          |
| 1998 | Roland Garros | Arantxa Sánchez Vicario | 7-6(5), 0-6, 6-2  |

## Eredményei Grand Slam-tornákon

### Egyéni
| Grand Slam | Australian Open | Australian Open    | Roland Garros | Roland Garros     | Wimbledon   | Wimbledon         | US Open     | US Open             |
| Év         | Eredmény        | Utolsó ellenfél    | Eredmény      | Utolsó ellenfél   | Eredmény    | Utolsó ellenfél   | Eredmény    | Utolsó ellenfél     |
| 1989       | –               | –                  | Elődöntő      | Steffi Graf       | 4. kör      | Steffi Graf       | 4. kör      | Chris Evert         |
| 1990       | –               | –                  | Győztes       | Steffi Graf       | Negyeddöntő | Zina Garrison     | 3. kör      | Linda Ferrando      |
| 1991       | Győztes         | Jana Novotná       | Győztes       | A Sánchez Vicario | –           | –                 | Győztes     | Martina Navratilova |
| 1992       | Győztes         | Mary Joe Fernández | Győztes       | Steffi Graf       | Döntő       | Steffi Graf       | Győztes     | A Sánchez Vicario   |
| 1993       | Győztes         | Steffi Graf        | –             | –                 | –           | –                 | –           | –                   |
| 1994       | –               | –                  | –             | –                 | –           | –                 | –           | –                   |
| 1995       | –               | –                  | –             | –                 | –           | –                 | Döntő       | Steffi Graf         |
| 1996       | Győztes         | Anke Huber         | Negyeddöntő   | Jana Novotná      | 2. kör      | K Studeníková     | Döntő       | Steffi Graf         |
| 1997       | –               | –                  | Elődöntő      | Martina Hingis    | 3. kör      | Sandrine Testud   | Negyeddöntő | Irina Spîrlea       |
| 1998       | –               | –                  | Döntő         | A Sánchez Vicario | Negyeddöntő | Natallja Zverava  | Negyeddöntő | Martina Hingis      |
| 1999       | Elődöntő        | Martina Hingis     | Elődöntő      | Steffi Graf       | 3. kör      | M Lučić-Baroni    | Negyeddöntő | Serena Williams     |
| 2000       | –               | –                  | Negyeddöntő   | Mary Pierce       | Negyeddöntő | Lindsay Davenport | Negyeddöntő | Martina Hingis      |
| 2001       | Negyeddöntő     | Jennifer Capriati  | –             | –                 | –           | –                 | 4. kör      | Dája Bedáňová       |
| 2002       | Elődöntő        | Martina Hingis     | Negyeddöntő   | Venus Williams    | Negyeddöntő | Justine Henin     | Negyeddöntő | Venus Williams      |
| 2003       | 2. kör          | Klára Koukalová    | 1. kör        | Nagyja Petrova    | –           | –                 | –           | –                   |

## Év végi világranglista-helyezései
| Év       | 1988 | 1989 | 1990 | 1991 | 1992 | 1993 | 1994 | 1995 | 1996 | 1997 | 1998 | 1999 | 2000 | 2001 | 2002 | 2003 |
| Helyezés | 86.  | 6.   | 2.   | 1.   | 1.   | 8.   | –    | 1.   | 2.   | 5.   | 6.   | 6.   | 4.   | 10.  | 7.   | 60.  |